# Causalidad (película)
Causalidad es una película argentina de thriller psicológico de 2021 coescrita y dirigida por WHO, bajo el seudónimo WHO. Fue filmada en un solo plano secuencia, es decir, sin cortes de cámaras. Narra la historia de una joven que pacta un encuentro con un hombre mediante una aplicación de citas, pero es secuestrada por una venganza. Está protagonizada por Laura Novoa, Juana Viale, Pablo Mónaco, Esteban Bigliardi, María Soldi y Fabián Arenillas. La película fue estrenada el 25 de noviembre de 2021 durante el Festival Internacional de Cine de Mar del Plata y luego tuvo su estreno mundial el 17 de diciembre de 2021 por Prime Video.

## Sinopsis
Claudia (Juana Viale) es una joven que asiste a una cita a ciegas en un bar luego de haber acordado mediante una aplicación de citas encontrarse con Luis, un médico que finalmente no se presenta. Sin embargo, alguien coloca un líquido extraño en la bebida de Claudia sin que ella se de cuenta y que hace que en su camino de regreso a casa se desmaye. En ese momento, Claudia es secuestrada y llevada al Hospital Metropolitano, donde termina envuelta en una red de tráfico de personas y órganos. Mientras tanto, Romina (Laura Novoa), quien es la jefa de enfermeras del hospital, comienza a sospechar de la situación cuando detecta que Claudia no volvió a aparecer en ningún sector del complejo tras ser atendida por ella en una primera instancia.

## Reparto
- Laura Novoa como Romina Marín
- Juana Viale como Claudia Mariño
- Pablo Mónaco como Luis Gutiérrez
- Esteban Bigliardi como Gonzalo Bermúdez
- María Soldi como Paula
- Fabián Arenillas como Raúl Rampoldi
- Camila Peralta como Marcela Correa
- Ariel Gigena como Ramiro Gómez
- Ernesto Mischel como Paco
- Marcos Woinski como Don Juan
- Agustina Rudi como Camila
- Gabriela Lerner como María Rosa
- José Armando Bella como Policía
- Jésica Casella como Ana

## Recepción

### Comentarios de la crítica
La película recibió críticas medianamente positivas por parte de los expertos, quienes valoraron la idea de filmar la cinta en único plano. Rolando Gallego de Escribiendo Cine calificó a la película con un 7, diciendo que el director con la propuesta del plano secuencia logra magnificar y expandir «los horizontes del mecanismo cinematográfico para contar en tiempo real una historia que escapa a los lugares comunes del género local. Y que se anima a reinventar las anquilosadas decisiones de productores que deciden ir a lo seguro, en tiempos en donde cada vez es más difícil hacer cine». Por su parte, Ezequiel Boetti del diario Página/12 puntuó a la cinta con 6, ya que dudó que la película haya sido filmada completamente en un único plano secuencia debido a que «la cámara hace un par de movimientos físicamente imposibles durante las casi dos horas de metraje, como atravesar una puerta a través de su parte vidriada», sin embargo, rescató que el director «hila las distintas piezas con mano segura no solo a la hora de planificar el recorrido del ojo electrónico, sino también para administrar la información y sostener el suspenso a medida que el rompecabezas empieza a tomar la forma definitiva de un correcto ejercicio de estilo». En una reseña para el sitio web La Butaca, Sebastián Arismendi escribió que la «historia de Causalidad no es nueva ni tampoco impactante. La cámara en mano tiende a marear y se pierde la estética que pudo tener al no acondicionar mejor la iluminación, paleta de colores y focos. La historia coge fuerza ya hacia mitad cuando ya sabemos hacia dónde se dirige, aunque el giro de tuerca del final no se espera, no convence en la ejecución del mismo».
Por otro lado, Francisco Mendes Moas del portal de internet Cine Argentino Hoy describió al thriller como «agobiante», lo cual es el mejor halago para la película, ya que al mismo tiempo es «entretenido [...] y se presenta como un producto disruptivo, [...] que lleva al espectador constantemente al borde de la butaca; con un desenlace impactante, cuasi inesperado, que puede leerse como una crítica al sistema de justicia actual». Ignacio Dunand del sitio web El Destape manifestó que WHO logra crear atmósferas densas en la película, pero lo que falla es la actuación de Viale como protagonista, ya que «encarna a una víctima de una red siniestra a la que no se le nota un ápice de sufrimiento durante todo su calvario», sin embargo, valoró la actuación de Novoa diciendo que fue «la única actriz con una interpretación rescatable».